# らんらんバス (東海市)

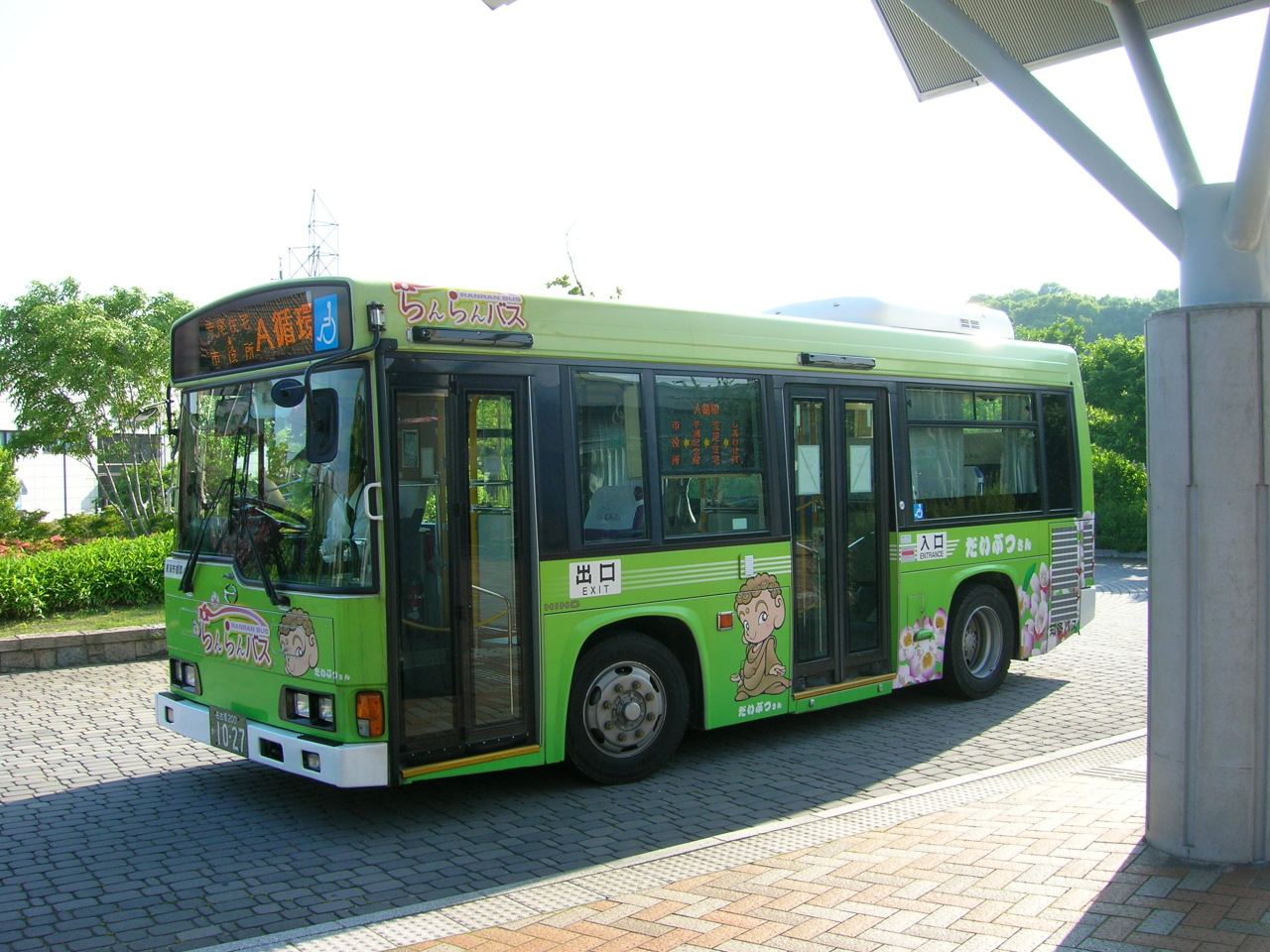
らんらんバス（だいぶつさん）

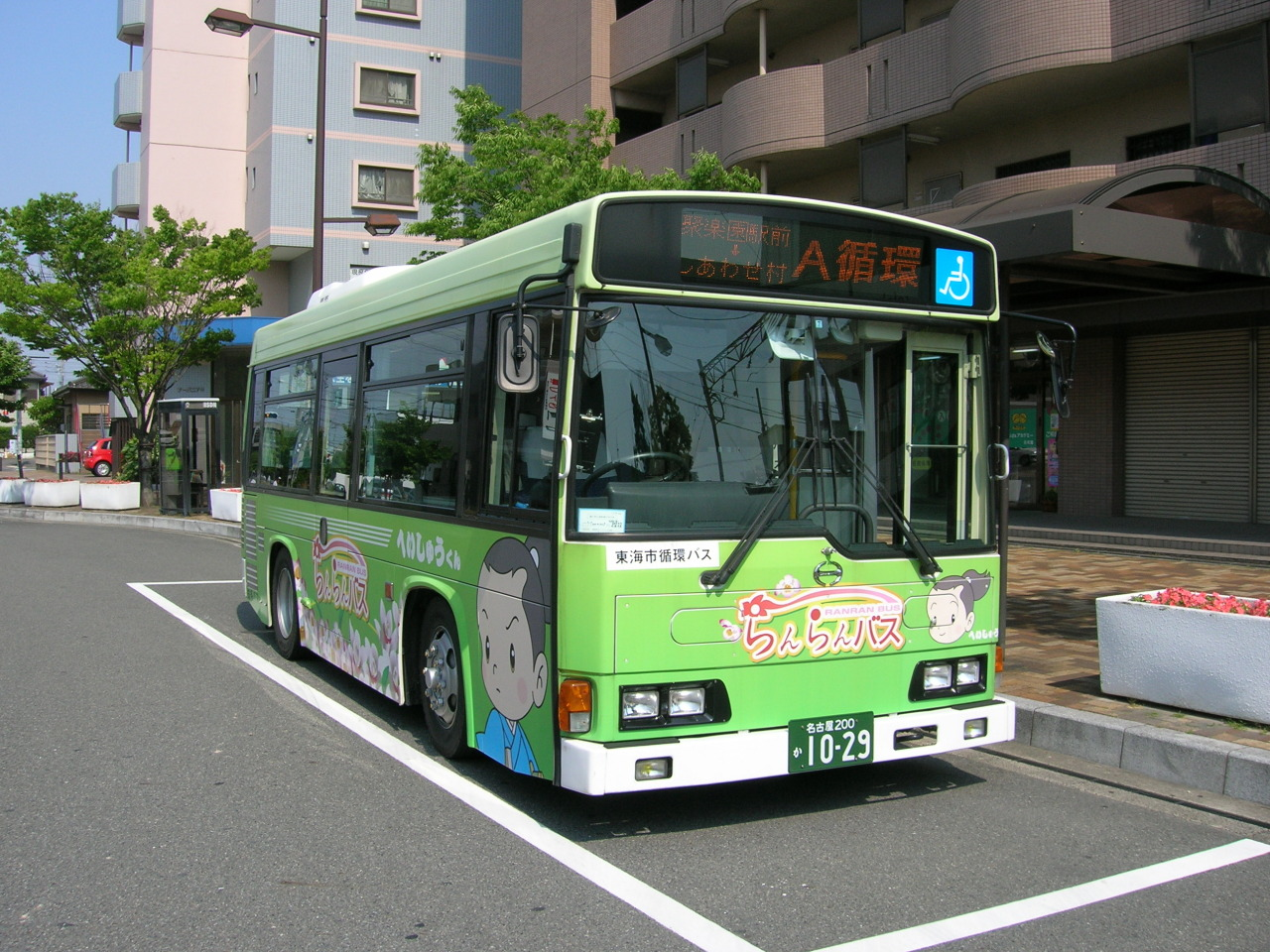
らんらんバス（へいしゅうくん）

らんらんバスは、愛知県東海市が運営し、知多乗合（知多バス）東海管理所に運行委託しているコミュニティバス。

## 概要
2002年（平成14年）秋から試験運行を行い、2004年（平成16年）4月1日から「らんらんバス」の愛称で正式運行を開始し、市内の公共施設や駅・団地などを結ぶ。運賃は大人は100円、小学生以下・障害者（特別乗車証所持者および介護者）は無料。
回数券は12枚綴りで1000円、定期券は販売されていない。2023年（令和5年）4月1日からmanaca・TOICAなどの交通系ICカードが利用できるようになった。

## 路線
当初は循環路線1系統で、それぞれ逆向きに走るA循環とB循環として運行していた。80か所を越えるバス停によって南から北まで東海市内全域を細かくカバーしており、市内に存在する名鉄の大半の駅を経由するルートであった。主な経由地は、名和駅前、しあわせ村（聚楽園公園）、東海市役所、東海市民病院（のちの西知多総合病院）、加木屋デイサービスセンターなど。
2012年（平成24年）3月20日から、太田川駅を拠点として北・中・南の3ルート2循環に再編して運行している。なお、これに伴い1972年（昭和47年）から運行されていた補助路線バス（新上野ヶ丘線、洞ケ山線、名和駅市民病院線）は廃止された。
ルート再編によって乗り継ぎが必要になったところがあるものの、乗り継ぎ券は1回まで無料である。太田川駅前には全系統が停車し、また北ルート・南ルート間の乗り継ぎがスムーズになるようダイヤが組まれている。
名鉄線とは、八幡新田駅を除いて市内全駅で乗り換えが可能である。 その他のバス路線とは、太田川駅前、尾張横須賀駅前などで大府市方面の知多バス路線、西知多総合病院、南加木屋駅西などで知多市あいあいバス、知北平和公園前停で大府市ふれあいバス及び東浦町運行バス「う・ら・ら」と乗り換えが可能である。

## 車両
試験運行では知多乗合の中型路線バスを使用していたが、正式運行が決定すると専用車として7mクラスのノンステップバス（日野KK-HR1JEEE）が4台用意された。その後、中ルートが運行開始すると、9m級の中型ノンステップバスが2台追加された。
その後、2015年（平成27年）5月のダイヤ改正からは、北ルートと南ルート用の各二台が日野・ポンチョに置き換えられた。
それぞれの車両には、東海市にちなんだ人物や物をモチーフとしたキャラクターを描いたラッピングが施されている。
なお、検査等で専用車両が使えないときは、知多乗合の一般路線車にらんらんバスのマスクを付けて運行される。
2023年10月6日から南ルートの車両にBYD社製の小型EVバスBYD・J6を2台導入し、日野・ポンチョを置き換えた。
| 使用ルート | 使用系統 | 車両愛称       | 登録番号        | 愛称・キャラクターの由来             |
| ---------- | -------- | -------------- | --------------- | ------------------------------------ |
| 北ルート   | ①・②     | へいしゅうくん | 名古屋200か1029 | 江戸時代の儒学者 細井平洲から        |
| 南ルート   | ⑤・⑥     | くすのきくん   | 名古屋200か1026 | 東海市の「市の木」であるクスノキから |
| 中ルート   | ③・④     | さつきちゃん   | 名古屋200か1028 | 東海市の「市の花」であるサツキから   |